# Голубев, Николай Иванович
Николай Иванович Голубев - советский государственный и политический деятель, председатель Орловского областного исполнительного комитета.

## Биография
Родился в 1910 году во Владимирской губернии. Член ВКП(б) с 1939 года.
С 1931 года - на общественной и политической работе. В 1931-1965 гг. — инструктор Владимирского сельскохозяйственного техникума по производственной практике учащихся, заведующий участком совхоза «Пролетарий», главный агроном совхоза «Спартак», имени П. Л. Войкова Московской области, в Комиссии партийного контроля при ЦК ВКП(б), заместитель заведующего Сельскохозяйственным отделом ЦК КП(б) Молдавии, представитель Совета по делам колхозов при СМ СССР по Татарской АССР, 1-й заместитель председателя СМ Татарской АССР, председатель Исполнительного комитета Орловского областного Совета, сельского областного Совета.
Избирался депутатом Верховного Совета РСФСР 4-го, 5-го, 6-го созывов.